# 우바이드

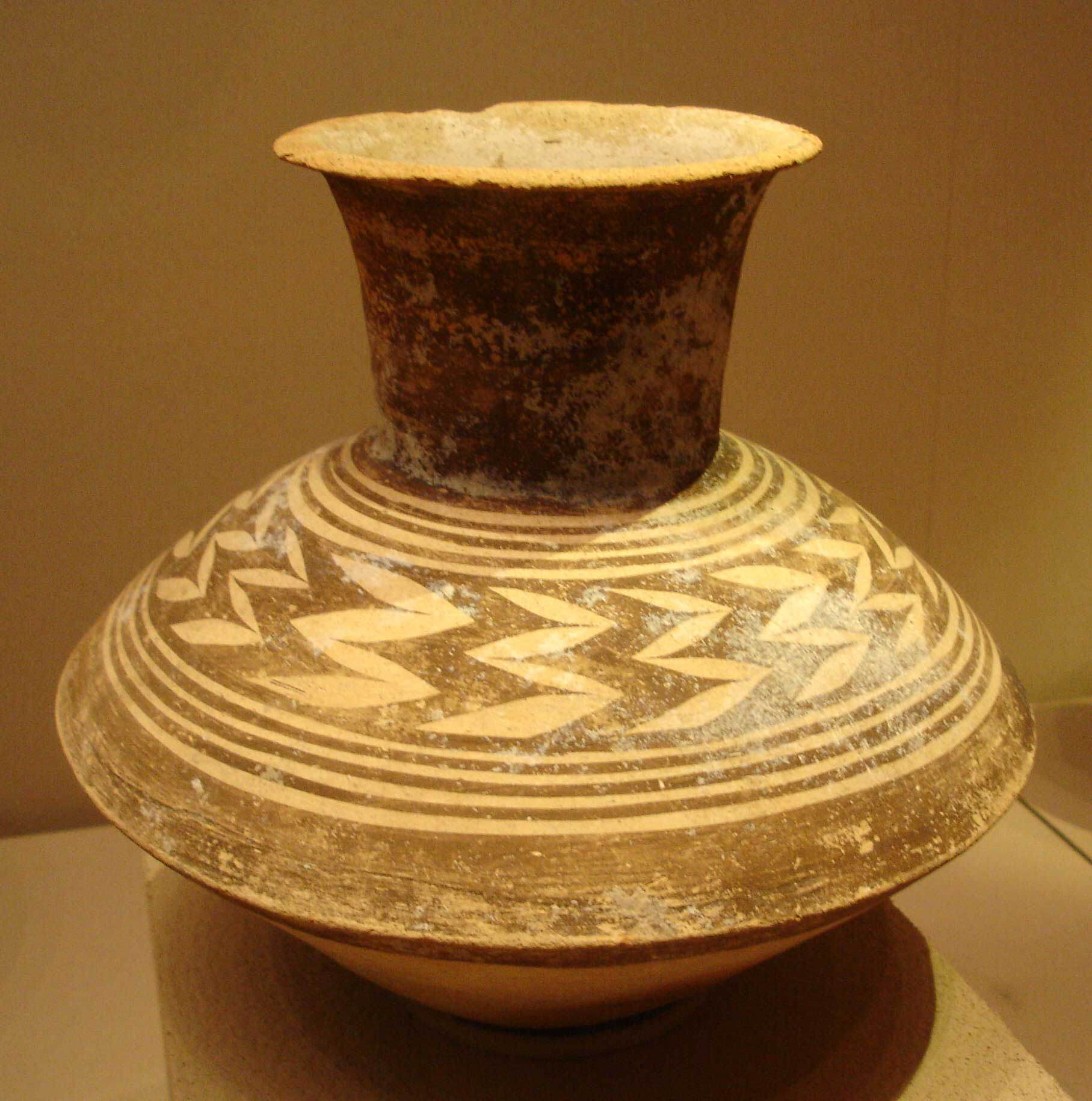

남부 이라크의 우르 부근의 우바이드(아랍어:عبيد) 유적은 선사시대 신석기시대부터 청동기시대까지에 걸쳐, 메소포타미아 남부 충적지에 최초로 정착한 사람들의 유적이다.
우바이드 문화는 기원전 6800년경부터 시작되어 기원전 3800년경의 우루크기까지 이어진다.
바퀴의 발명과 청동기시대의 시작은 우바이드 시대에 일어난 일이다.

## 지도
| 모술바그다드테헤란유프라테스강티그리스강니푸르기르수라가시마라드우루크우바이드우르에리두키시수사안샨마리아카드이신라르사바빌론아수르니네베님루드두르샤루킨class=notpageimage\| 메소포타미아의 고대 도시들 : 수메르의 도시 : 엘람의 도시 : 아카드 제국의 도시 : 아모리인의 도시 : 바빌로니아의 도시 : 아시리아의 도시 : 현대의 이라크 · 이란의 도시 |

## 같이 보기
- 메소포타미아 미술